# スティーブ・クラーク (アメリカ合衆国のサッカー選手)
スティーブ・クラーク（Steve Clark、1986年4月14日 - ）は、アメリカ合衆国出身のサッカー選手。ヒューストン・ダイナモ所属。ポジションはGK。

## クラブ経歴
2008年に大学を卒業したが、MLSスーパードラフトではどのクラブからも指名されなかった。その後も数クラブのトライアルに参加するも契約は勝ち取れず、2009年に入ってようやくユナイテッドサッカーリーグのチャールストン・バッテリーに加入することが決まった。
2010年3月、ノルウェーのスターベクIFとヘーネフォスBKのトライアルに参加、最終的に後者との契約を結んだ。
2013年12月、シアトル・サウンダーズFCとのサイン・アンド・トレード契約でコロンバス・クルーに加入。シアトル・サウンダーズは、クラークをコロンバスに移籍させるのと引き換えに、2015年MLSスーパードラフト4巡目の指名権を得た。
2017年1月、デンマーク・スーペルリーガのACホーセンスと6か月間の短期契約を結んだ。
2017年8月17日、アメリカに帰国しD.C. ユナイテッドと契約を結んだ。
2018年8月17日、ウェイバー公示ののちポートランド・ティンバーズに加入。